# مرارة (ولاية المغير)
المرارة بلدية تابعة لدائرة جامعة ولاية المغير. تقع جنوب غرب الولاية، تمتاز بكونها منطقة فلاحية تنتج التمور والخضر بأنواعها والفواكه أيضا كما أنها تعتبر أول منطقة في الصحراء تنتج الزيتون وهدا منذ الاستعمار الفرنسي. غالبية سكان بلدية المرارة من عرش اولاد مولات واقلية من النواجي والعبادلية و العويسات و الحشاشنة اولاد ساسي .

## أصل التسمية
مرارة أصلها المر (مذاق)، وذلك راجع لكثرة تواجد الحنظلة بهذة المنطقة الفلاحية. حيث تتميز هذه الأخيرة بالمذاق المر فأخدت المنطقة تسمية مرارة.

### الموقع الجغرافي
بلدية مرارة تقع في مفترق الطرق لاربع ولايات، ويحدها كل من:
- شمالا: ولاية اولاد جلال
- جنوبا: ولاية تقرت
- شرقا: بلدية جامعة (ولاية المغير)
- غربا: ولاية اولاد جلال

### التضاريس
تضم جبالًا متوسطة تسمى العانات، جبال المرضاف، جبال التوميات جبال الفراقة

## التاريخ
يرجع تاريخ المرارة إلى تاريخ حافل يعود إلى قبيلة أولاد مولات وهم أنصار عقبة بن نافع.[بحاجة لمصدر]

## أحياء وقرى البلدية
- المدينة القديمة (الدشرة) المرارة وسط
- العالية
- المرارة الشرقية